# آکاری هاراشیما
آکاری هاراشیما (انگلیسی: Akari Harashima؛ زادهٔ ۹ مارس ۱۹۹۰) صداپیشگی در ژاپن اهل ژاپن است. وی از سال ۲۰۱۱ میلادی تاکنون مشغول فعالیت بوده‌است.